# 2011 UQ411
2011 UQ411 est un transneptunien faisant partie du disque des objets épars de magnitude absolue 7,0. 
Son diamètre est estimé à 175 km.